# Cars and Girls
«Cars and Girls» (en español: «Coches y chicas») es un sencillo de la banda de rock británica Prefab Sprout, publicado en 1988. Fue el primer sencillo de su álbum del año, From Langley Park to Memphis. Alcanzó el puesto n.º 44 en la lista de sencillos británicos y figuró allí cinco semanas. Es una de las canciones más conocidas del grupo, a pesar de su pobre posicionamiento en la lista de éxitos musicales.[cita requerida]
La canción es una crítica a Bruce Springsteen y la limitada subjetividad percibida en sus canciones. McAloon sugirió que la percepción que Springsteen tiene del mundo es demasiado restrictiva, y que «algunas cosas lastiman más, mucho más, que los coches y las chicas». Irónicamente, la popularidad de la canción se debe en gran parte a que ha sido malinterpretada como uno de esos temas que se escuchan mientras se conduce, al punto que la canción apareció en recopilaciones como Summer Cruisin' y Top Gear, este último, un derivado de la serie de televisión de la BBC homónima.